# كلية النهضة
نمت حديثا في فبراير عام 2014 كلية مميزة رغم حداثتها بدأت الكلية مسيرتها ببرنامجي الطب وطب الأسنان ثم الحقتها بـ المختبرات الطبية والصيدلة وتقنية المعلومات.
- في العام 2015 وفي عامها الثالث استقبلت أول دفعة من برنامج علوم التمريض ويليها وفي نفس العام ببرنامج العلوم الإدارية والتي تشتمل على عدد من الفروع ومن فروعها المحاسبة وإدارة أعمال والبنوك والمصارف.

- وفي العام 2016 وفي هذا العام تحديدا استقبلت أول دفعة من برنامج اللغات الذي يشتمل علي اللغات الإنجليزية والفرنسية.
- وفي هذا العام 2018 أضافت إليها برنامج الآداب في اللغة العربية والآن أصبحت كلية النهضة تشتمل علي برامج طبية وإنسانية ومن المتوقع زيادة برامجها في هذا العام.

هنالك برامج تحت التصديق وسيتم القبول لها هذا العام وهي العلاج الطبيعي كلية علوم الأشعة والتصوير الطبي والهندسة الطبية والهندسة الكهربائية وهندسة الحاسوب متممة عشر برامج قبل أن تضيف أليها هذا العام برامج هندسية واستشراقا لأفاق الجامعات.
وفي هذا العام نافسة الكلية وجاءت في المرتبة 33 علي مستوي السودان من ضمن 300 جامعة وكلية.

## الرؤية
- رواد النهضة والتميز العلمي.

## الرسالة
- مؤسسة تعلمية خاصة وبحثية تعمل علي تقديم خدمة تعلمية وبحثية نوعية تقوم علي التقنيات الحديثة والشركات الذكية في بيئة جامعية جذابة من اجل خريج متميز يسهم في نهضة المجتمع.

## القيم
- الأتنماء والحياد والشفافية المهنية والشراكة وروح الفريق والجودة والأبداع.
- الأستراتجية المبنية علي النتائج.

تفردت الكلية عن غيرها من الكليات في أنها بدأت بداية غير تقليدية من يومها الأول متكأةً علي مركز التعليم والتطور المستمر والذي اعتمد ورعي التعليم الإلكتروني وأولي تصميم المناهج وتطويرها جل اهتمام. ولكن التميز الحقيقي لهذه الكلية هو أنها قامت علي هدي إستراتيجية واضحة أخطها منسوبُ الكلية وسهر علي تنفيذها وتقويمها وتطويرها برعاية الخبير العالمي الدكتور عماد الدين مصطفي والذي ولدت علي يديه وظل يرعها لتكون سفراً هادياً لمسيرة الكلية علي مر الزمان.

## الموقع
الخرطوم السودان الامتداد الدرجة الثالثة جنوب غرب تقاطع مجمع كنار مع الصحافة شرق